# گفتگوی متقابل
گفتگوی متقابل (به هندی: Aapas Ki Baat) فیلمی هندی محصول سال ۱۹۸۱ و به کارگردانی رضا یوسفی نژاد است. در این فیلم بازیگرانی همچون راج بابار، پونام دیلون، شاکتی کاپور، آبی باتاچاریا و آسرانی ایفای نقش کرده‌اند.